# Marco de Pavari
Marco de Pavari, gentilhomme de la République de Venise et écuyer, a écrit un des premiers traités équestres de la Renaissance, L'Escuieri de M. de Pavari vénitien publié en 1581. 

## L'Escuieri de M. de Pavari vénitien

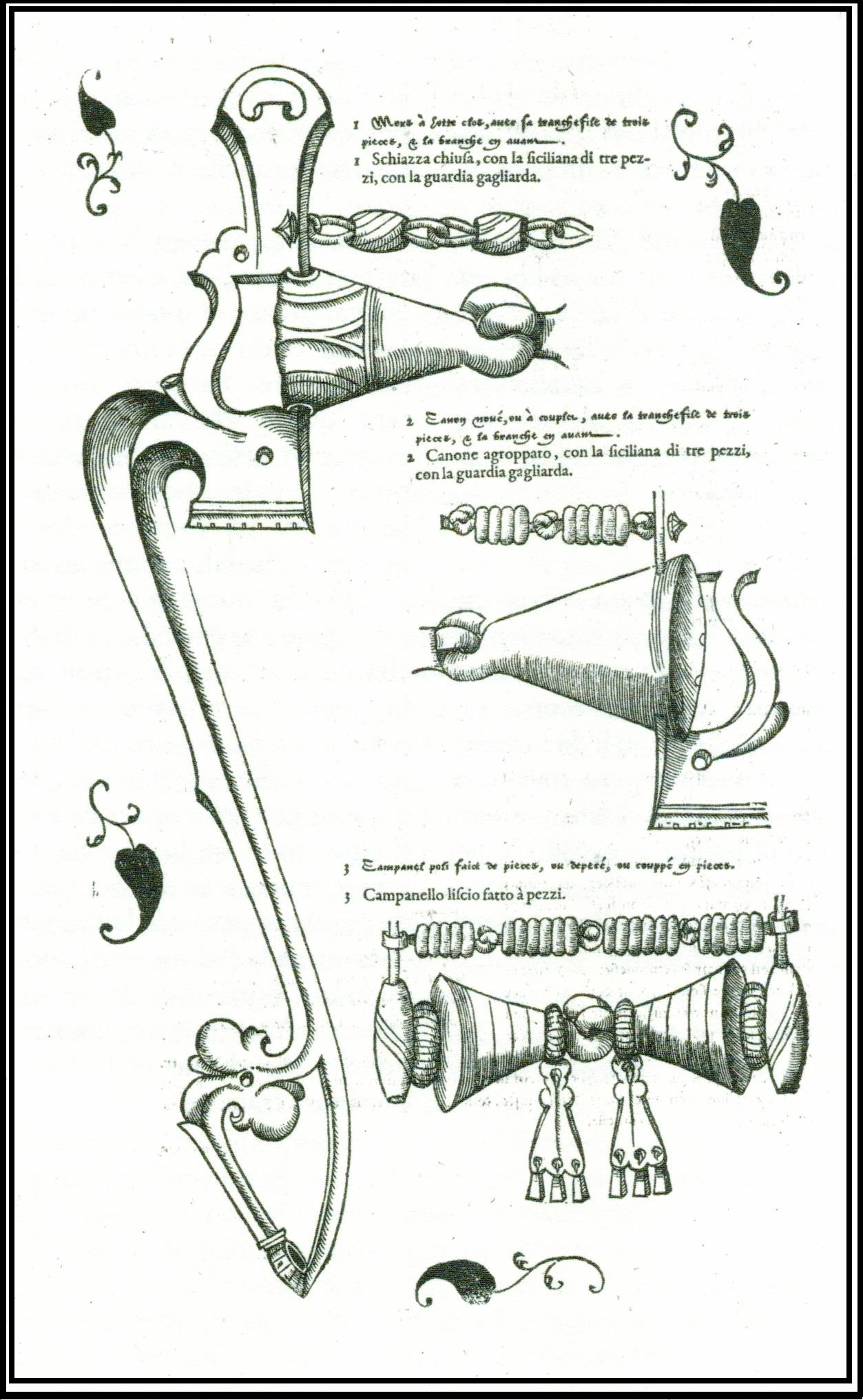
Le livre est enrichi par des planches pleine page, qui représentent différents modèles de mors

L'Escuieri de M. de Pavari vénitien, qui est publié en 1581 à Lyon où il enseigne l'équitation par Jean de Tournes. 
Ce traité présente la particularité d'être écrit à la fois en français et en italien. Il comporte une soixantaine de pages sur lesquelles les textes français et italiens sont imprimés sur deux colonnes l'un en face de l'autre.
Marco de Pavari a une bonne connaissance des écrits de ses prédécesseurs, notamment Federico Grisone et Cesare Fiaschi, mais son texte est particulièrement intéressant par son approche moderne du dressage. Son intention première est de réhabiliter les chevaux rebelles et insoumis à la suite de mauvais traitements. Si on en juge par l'emploi fréquent de méthodes cruelles dont témoigne Grisone, le problème devait être récurrent. Marco De Pavari propose de corriger les chevaux en employant la gentillesse et les caresses. Son objectif est d'éviter tout traumatisme au cheval qui pourrait nuire à son inclination naturelle envers l'homme, et d'en corriger les symptômes lorsqu'il a subi un traumatisme du fait de la brutalité de celui qui s'en occupe. Il recommande, par exemple, de placer un cheval expérimenté à proximité du jeune cheval pour le calmer dans la première phase du débourrage et d’utiliser le caveçon dans la première phase du dressage afin de ne pas gâter la bouche avec un mors. Il souligne l'importance des caresses pour calmer et récompenser l'animal, et celle de ne pas exiger trop du jeune cheval, ni de le mettre en confusion. Plutôt que de tirer sur les rênes lorsqu'il tente d’échapper à l’exercice, il conseille au contraire de les lâcher, et si cela ne suffit pas de faire une volte serrée pour l'arrêter. Pour détourner l'attention du cheval qui veut échapper à son cavalier, il suggère de se saisir d'une branche de saule avec de nombreuses feuilles, de le laisser les manger sans la lui donner totalement, en continuant de la tenir, juste pour le distraire. Il dit encore qu'avec la douceur, il est possible de faire céder un cheval qui ne veut pas tourner d'un côté ou qui recule. Il conseille d'utiliser un mors doux, le cannon, ainsi que le caveçon, et de monter sans éperons.
Son traité contient toutefois quelques incohérences. Ainsi, il conseille de couper avec un rasoir le bout de la langue des chevaux qui ont l'habitude de la sortir quand ils sont harnachés et montés.
Au niveau technique, il est sur la même ligne que ses contemporains, il se focalise sur les différents types de « passades » et sur les sauts d'école. La seconde partie de son ouvrage traite du harnachement et inclut une description des différentes embouchures à utiliser en fonction de la morphologie et des problèmes à résoudre.